# Baptême du croyant
Pour un article plus général, voir Baptême.

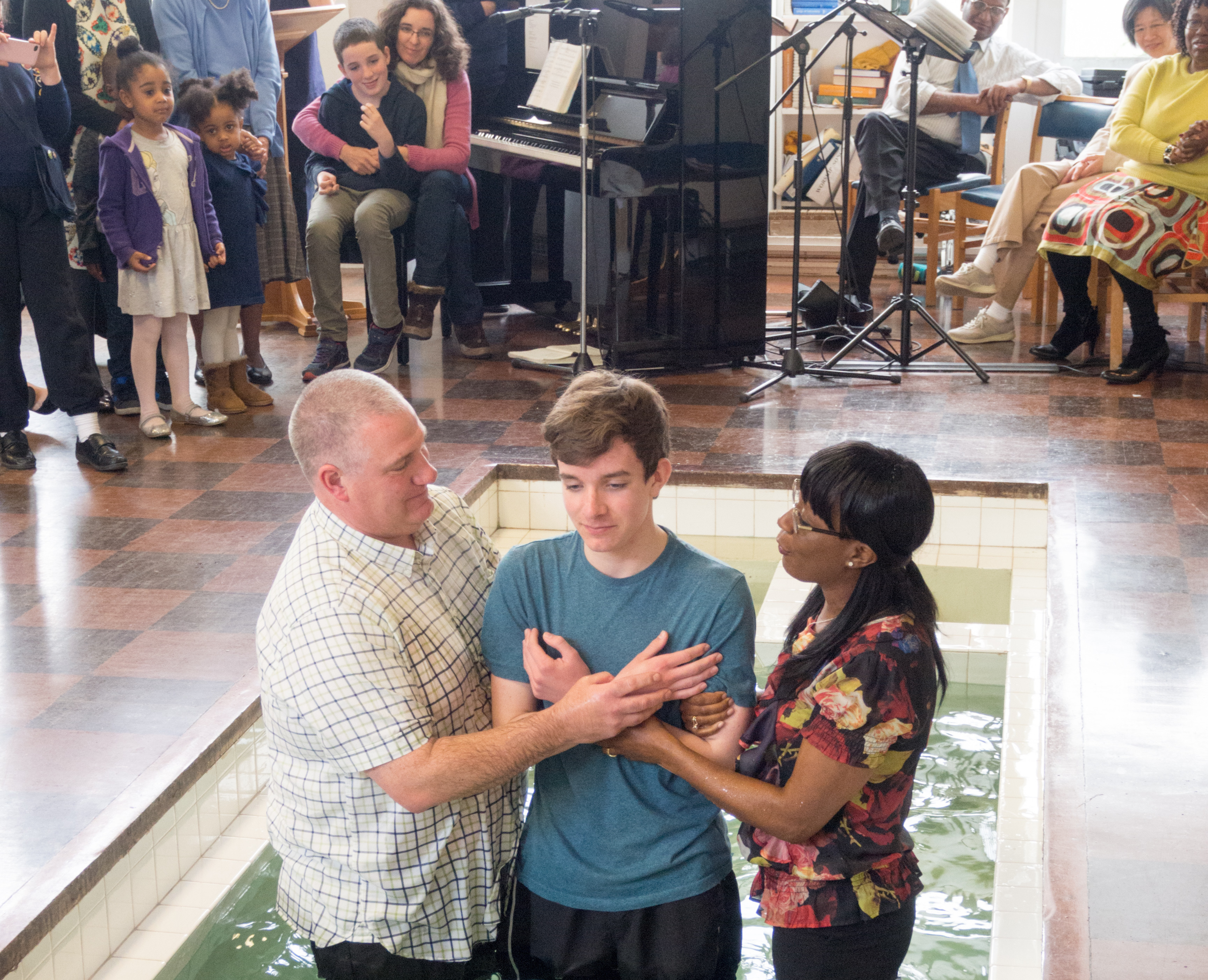
Baptême du croyant par immersion à l'Église baptiste de Northolt Park, dans le Grand Londres, Union baptiste de Grande-Bretagne, 2015.

Le baptême du croyant ou crédobaptisme est un rite chrétien de baptême dans la doctrine de l’Église de professants. Il fait référence à une expérience de renouvellement spirituel, par laquelle un croyant, après une nouvelle naissance et une profession de foi, décide de se faire baptiser. C'est un point central du christianisme évangélique et un de ses principaux signes distinctifs. Ce baptême s'effectue généralement par immersion ou par affusion (en versant de l'eau sur le baptisé). Le baptême du croyant est souvent appelé « baptême des adultes » en raison du fait que la pleine conscience de la foi, qui est dans ce cas une condition préalable au baptême, ne peut exister avant un âge minimum dit « âge de responsabilité », même si cet âge ne correspond pas nécessairement à l'âge de la majorité civile.

## Origine
Le baptême du croyant se base sur l'enseignement de Jésus-Christ qui a invité à faire des disciples dans toutes les nations et à les baptiser au nom du Père, du Fils et du Saint-Esprit. Selon les évangéliques, il est naturel de suivre l'ordre ainsi suggéré, soit de baptiser quelqu'un qui est devenu un disciple avant, ce qui n'est pas possible avec un bébé ou un enfant,. Dans le Nouveau Testament, les mentions sur les baptisés concernent uniquement des croyants ayant vécu une nouvelle naissance.

## Histoire

### Origine
Selon certains auteurs, il n'existe aucune preuve sans ambiguïté de la pratique du pédobaptisme avant le IIe siècle. Le plus ancien manuel de la discipline de l'église, le Didachè, envisage le baptême des croyants. Les partisans du baptême du croyant soutiennent que les éléments non-bibliques ne font pas autorité, et qu'aucune preuve n'existe dans la Bible ou dans la littérature chrétienne primitive, montrant que le baptême des enfants a été pratiqué par les apôtres.

### Réforme
Au XVIe siècle, alors que les principaux réformateurs protestants (Luther, Calvin, etc.) supportent toujours le pédobaptisme, le mouvement anabaptiste est considéré comme à l'origine du retour du baptême du croyant, après une profession de foi. Mais les historiens classent certaines personnes et groupes comme leurs prédécesseurs en raison d'une approche similaire à l'interprétation et l'application de la Bible. En 1525, à Zurich en Suisse, Georg Blaurock (né en 1491), 34 ans, a demandé à Conrad Grebel de le baptiser par immersion dans l’eau après une profession de foi. La Confession de Schleitheim publiée en 1527 par les frères Suisses, un groupe d’anabaptistes, dont Michael Sattler à Schleitheim est une publication qui a répandu cette doctrine. Dans cette confession, le baptême du croyant est placé comme un fondement théologique essentiel de l’Église de professants,,. À partir de 1609, le mouvement baptiste, fondé par les Anglais John Smyth et Thomas Helwys en Hollande en 1609, appliquera cette pratique dans toutes ses églises.

### XXeetXXIesiècles
Le mouvement pentecôtiste en 1906 et le mouvement charismatique en 1960 appliquent également le baptême du croyant. Cette pratique est devenue un des principaux signes de reconnaissance d'une église évangélique. En effet, pour les chrétiens évangéliques, adhérant à la doctrine de l’Église de professants, le baptême du croyant, par immersion dans l'eau, survient après la nouvelle naissance et une profession de foi,.

## Âge de responsabilité
Conformément à la lecture du Nouveau Testament faite par les crédobaptistes selon laquelle seuls les croyants peuvent être baptisés, le baptême du croyant n'est administré qu'à ceux qui ont atteint ou dépassé un âge minimum, dit l'âge de responsabilité ou âge de raison, cela étant censé garantir le plein discernement et la pleine compréhension du croyant lorsqu'il fait une profession de foi préalablement à son baptême.
En pratique, cet âge correspond généralement au début de l’adolescence, soit vers 12 ans dans les églises anabaptistes et 9 à 12 ans dans les églises baptistes ,. Cette compréhension de l'âge de responsabilité est analogue à la tradition juive de la bar-mitzvah, car c'est à cet âge que les enfants juifs sont considérés comme responsables de leurs actes et donc capables d'appliquer les commandements de la Torah.
Dans les églises pratiquant le baptême du croyant, l'"âge de responsabilité" a pu être fixé plus haut ou plus bas selon leurs pratiques traditionnelles et leur appréhension du développement psychologique des enfants. Parfois, le pasteur ou le dirigeant de l'église s'assure de la compréhension et de la conviction du croyant par des entretiens personnels. Dans le cas d'un mineur, l'accord des parents est en général requis.

## Objections historiques
Les travaux de Joachim Jeremias réunissent des preuves de la présence du baptême de nourrissons dans les 4 premiers siècles.

## Objections théologiques

### Augustin d'Hippone
En soutenant que les enfants morts sans être baptisés n'iraient pas au paradis, le théologien Augustin d'Hippone a permis la diffusion du baptême des enfants ou pédobaptisme. Les fidèles catholiques demandent alors que ce sacrement soit effectué le plus tôt possible, l'enfant étant justifié par la « foi des autres ». Cette doctrine a été proclamée lors du concile de Carthage en 418, et déclare que le baptême d'eau peut servir de remède contre le péché originel. Le baptême des enfants se généralise alors dans le catholicisme.
Un argument théologique porté par le pédobaptisme contre le baptême du croyant est que l'efficacité du rite dépend de la compréhension du baptême lequel dépend de ce que sait le baptisé.

### La Réforme et Jean Calvin
Dans la plupart des dénominations chrétiennes issue de la Réforme protestante, le baptême est considéré comme un acte passif de la foi plutôt qu'une œuvre méritoire. Il « est un aveu que la personne n'a rien à offrir à Dieu ». Jean Calvin estime que « le baptême succède à la circoncision » des temps bibliques en tant que signe d'appartenance au peuple de Dieu et de promesse de salut, issu de l'Alliance entre Dieu et les hommes ; c'est donc un signe qui engage non pas l'enfant baptisé mais Dieu et la communauté chrétienne autour du baptisé, auquel ce dernier pourra répondre - ou non - lors de sa confirmation. Toutefois, les baptistes réformés considèrent le baptême du croyant comme entièrement compatible avec les principales doctrines calvinistes telles que l'élection inconditionnelle et comme la meilleure expression de la théologie de l'Alliance. Ces idées ont aussi été défendues par des théologiens baptistes tel que Benjamin Keach, John Gill ou Charles Spurgeon.
Par ailleurs, beaucoup de théologiens chrétiens (pédobaptistes), comme Calvin et Zwingli, considèrent le baptême comme la continuation de la tradition juive de la circoncision, et non de celle de la Bar Mitzvah.